# Győrszentiván vasútállomás
Győrszentiván vasútállomás egy Győr-Moson-Sopron vármegyei vasútállomás Győr város legkeletibb városrészében, a névadó Győrszentivánon, a MÁV üzemeltetésében. A településrész belterületének déli szélén helyezkedik el, közúti elérését csak önkormányzati utak biztosítják.

## Vasútvonalak
Az állomást az alábbi vasútvonalak érintik:
- Budapest–Hegyeshalom-vasútvonal

## Kapcsolódó állomások
A vasútállomáshoz az alábbi állomások vannak a legközelebb:
- Nagyszentjános vasútállomás (Budapest-Keleti pályaudvar, Budapest–Hegyeshalom-vasútvonal)
- Győr-Gyárváros megállóhely (Rajka vasútállomás, Budapest–Hegyeshalom-vasútvonal)

## Forgalom
| Járat                   | Útvonal | Gyakoriság                        |
| ----------------------- | --- | --------------------------------- |
| S10                     | Budapest-Déli – Budapest-Kelenföld – Budaörs – Törökbálint – Biatorbágy – Herceghalom – Bicske alsó – Bicske – Szár – Szárliget – Alsógalla – Tatabánya – Vértesszőlős – Tóvároskert – Tata – Almásfüzitő – Almásfüzitő felső – Szőny – Komárom – Ács – Nagyszentjános – Győrszentiván – Győr-Gyárváros – Győr                                                    | Óránként                          |
| gyorsított személyvonat | Budapest-Keleti – Ferencváros – Budapest-Kelenföld – (Biatorbágy → Bicske alsó → Bicske →) Alsógalla – Tatabánya (← Vértesszőlős) – Tóvároskert – Tata (← Almásfüzitő ← Almásfüzitő felső ← Szőny) – Komárom – Ács (← Nagyszentjános ← Győrszentiván) – Győr-Gyárváros – Győr – Abda – Öttevény – Lébény-Mosonszentmiklós – Mosonmagyaróvár – Levél – Hegyeshalom | Munkanapokon napi 2 Budapest felé |